# Ватра (місто)
Ва́тра (рум. Vatra) — місто в Молдові у складі муніципії Кишинів. Раніше називалося Гідігіч на честь водосховища, що знаходиться в ньому.